# Ideophon
Ideophone bilden in vielen Sprachen eine Klasse von Wörtern, die phonologische und morphologische Besonderheiten aufweisen (zum Beispiel Reduplikation und Konsonantenfolgen, die sonst in der Sprache unüblich sind) und auf lautmalerische Art auf ihre Bedeutung verweisen, zum Beispiel Ewe lilili, „angenehmer Geruch“.
Eine oft angeführte Definition findet sich bei Doke (1935, S. 119): „Eine lebhafte Darstellung einer Idee in Lautgestalt. Ein Wort, oft ein Onomatopoetikon, das ein Verb, ein Adjektiv oder ein Adverb in Bezug auf Art und Weise, Farbe, Geräusch, Geruch, Handlung, Zustand oder Intensität beschreibt.“
Ideophone sind vor allem aus Afrika bekannt, aber auch Sprachen aus anderen Kontinenten (Australien, Ost- und Südostasien, Südamerika, finno-ugrische Sprachen) weisen sie auf. In der deutschen Umgangssprache gibt es ebenfalls Wörter, die Ideophonen ähneln, wie z. B. Zickzack, holterdipolter, ratzfatz, pille-palle oder plemplem. Die besondere phonologische Eigenschaft dieser Wörter ist die Reduplikation.

## Beispiel Kenga
Im Wörterbuch von Palayer (2004) sind für die Sprache Kenga im Tschad 150 Ideophone verzeichnet. Alle Einträge haben die Gemeinsamkeit, auf einen Konsonanten zu enden, während Nomen und Verben alle auf einen Vokal enden. Viele können redupliziert werden.
| Kenga   | Verwendung                              | Kenga       | Verwendung                          |
| ------- | --------------------------------------- | ----------- | ----------------------------------- |
| ɓɛrtɛt  | groß (von Augen)                        | culuk culuk | Geräusch von Wassertropfen          |
| daŋ     | knall (in Bezug auf rot)                | kap kap     | vollständig (ein Gefäß zerschlagen) |
| gurlul  | einen großen Bauch zeigend (von Kröten) | kar kar     | strahlend (in Bezug auf weiß)       |
| kalak   | senkrecht (von Bäumen)                  | takal takal | verschmutzt                         |
| lɔdɔgiñ | weich, sanft                            | yel yel     | rein (vom Wasser)                   |

Die Ideophone im Kenga werden meist wie Adverbien gebraucht, das heißt zusammen mit einem Verb, vergleiche das folgende Beispiel mit der Bedeutung „Die Kalebasse ist vollständig in Stücke gegangen“.
| kaaɗa     | tɔk      | kap kap  |
| Kalebasse | zerbrach | IDEOPHON |

## Ideophone und Onomatopoetika
Die Abgrenzung zu den Onomatopoetika ist unklar; ihre Bedeutungsbereiche überschneiden sich. Folgende Merkmale lassen sich gegenüberstellen:
| Ideophone | Onomatopoetika                                                                                       |
| --- | --- |
| Von Ideophonen spricht man vor allem in außereuropäischen Sprachen, besonders in Afrika.                                                                  | Onomatopoetika sind in jeder Sprache vorhanden, auch in den bekannten europäischen Nationalsprachen. |
| Ideophone bilden oft eine durch gemeinsame phonologische Merkmale definierte Wortklasse in der Sprache. Reduplikation spielt dabei eine prominente Rolle. | Onomatopoetika weisen auch phonologische Besonderheiten auf, aber keine gemeinsamen Merkmale.        |
| Ideophone gibt es auch für semantische Bereiche, die nicht hörbar sind (zum Beispiel Farben).                                                             | Onomatopoetika sind auf hörbare Laute und Geräusche beschränkt.                                      |
| Die Anzahl der Ideophone in einer Sprache kann bis zu mehreren Tausend betragen.                                                                          | Die Anzahl der Onomatopoetika ist schätzungsweise auf einige Hundert beschränkt.                     |

Beiden gemeinsam ist eine phonologisch auffällige Lautgestalt, (siehe etwa die Reduplikation in Kuckuck oder Wauwau) und die Möglichkeit, in verschiedenen Wortarten aufzutauchen – vor allem in Adverbien, aber auch in Substantiven und Verben.